# Kevin Michael Martin
Kevin Michael Martin es un actor conocido por interpretar actualmente a Eric Miller en la serie The Last Ship.

## Biografía
Kevin junto a su hermano menor son los cofundadores de la compañía de producción "Martin Revelation Films".

## Carrera
En el 2011 apareció como invitado en la serie NCIS: Naval Criminal Investigative Service donde interpretó a un estudiante.
En el 2012 interpretó a Malcolm en la serie infantil Jessie.
En el 2014 se unió al elenco recurrente de la serie The Last Ship donde interpreta al marinero Eric Miller, uno de los miembros de los equipos VBSS a bordo del buque "USS Nathan James", hasta ahora. En septiembre del 2015 se anunció que Kevin había sido elevado a personaje principal a partir de la tercera temporada, la cual fue estrenada en el 2016.

## Filmografía

### Series de Televisión
| Año             | Título                                     | Personaje    | Notas                            |
| --------------- | ------------------------------------------ | ------------ | -------------------------------- |
| 2014 - presente | The Last Ship                              | Eric Miller  | 32 episodios                     |
| 2015            | Kirby Buckets                              | Wayne        | episodio "War and Pizza"         |
| 2014            | Wild Card                                  | Teddy        | episodio "The Pilot"             |
| 2012            | Jessie                                     | Malcolm      | episodio "Green-Eyed Monsters"   |
| 2011            | Desperate Housewives                       | Toph         | episodio "Making the Connection" |
| 2011            | NCIS: Naval Criminal Investigative Service | Estudiante   | episodio "Restless"              |
| 2011            | Franklin & Bash                            | Rudy Baldini | episodio "Bachelor Party"        |
| 2011            | Perfect Couples                            | Timmy Gutman | episodio "Perfect Jealousy"      |

### Películas
| Año  | Título | Personaje | Notas                                                                                                 |
| ---- | ------ | --------- | --- |
| 2014 | Ritual | Nick      | corto - junto a Terrence Budnik, Adam Christopher, Ben Danielowski, Katie Dohm & Aaron Dean Eisenberg |

### Director, Productor & Escritor
| Año  | Título       | Notas                          |
| ---- | ------------ | ------------------------------ |
| 2014 | Ritual       | director, productor & escritor |
| 2012 | God in Ruins | productor ejecutivo            |
| 2011 | Reflection   | director & escritor            |

## Premios y nominaciones
| Año  | Categoría                                  | Premio         | Película | Resultado |
| ---- | ------------------------------------------ | -------------- | -------- | --------- |
| 2013 | Chicago International REEL Shorts Festival | Audience Award | Ritual   | Ganó      |